# Fernando de Norzagaray
Fernando Norzagaray y Escudero (San Sebastián, 19 de julio de 1808 - 12 de septiembre de 1860) fue un militar español, que llegó al grado teniente general.
Durante la minoría de edad de Isabel II fue, en un breve período, ministro de la Guerra en 1840. Después fue Gobernador General de Filipinas, desde 1857 a 1860. Participó en la formación de la escuadra con la que se desarrolló la expedición franco-española a Cochinchina. A su regreso a España fue nombrado senador vitalicio.

## Reseña biográfica
Ingresó en el Ejército con ocho años. Fue Ingeniero Militar.
En 1840 fue Subsecretario del Ministerio de la Guerra.
El 18 de octubre de 1841 fue condenado en consejo de guerra a la pérdida de empleo y condecoraciones y a seis años de confinamiento en las Islas Marianas por sedición militar, como partícipe en los sucesos del 7 de octubre del mismo año, por los que Diego de León y Dámaso Fulgosio, entre otros, fueron condenados a muerte, sentencia confirmada el 26 del mismo mes por el regente, general Baldomero Espartero.
En 1846 fue Mariscal de Campo.
En 1849 fue Teniente General.
Fue Capitán General de Extremadura hasta 1847.
Fue Jefe Político interino de la provincia de Zaragoza, ocupando el cargo del 15 de julio de 1848 al 12 de agosto de 1848.
Fue Capitán General de Aragón hasta 1850.
Fue Capitán General de Castilla la Nueva hasta 1851.
Fue Capitán General de Andalucía hasta 1852.
En 1853 fue Senador del Reino.
Fue Capitán General de Puerto Rico hasta 1855.
Fue nuevamente Capitán General de Andalucía hasta 1856.
Fue Gobernador Capitán General de las Islas Filipinas hasta 1859.
Falleció en 1860.

## Premios
Flor de Lis de Francia (1815).
Dos Cruces de San Fernando (1834 y 1836).
Cruz otorgada al ejército libertador de Bilbao en su tercer Sitio, nombrándole Benemérito de la Patria.
Caballero de la Orden de San Hermenegildo (1840).
Caballero de la Real Orden Americana de Isabel la Católica (1844).
Gentil Hombre de Cámara de S.M. con ejercicio (1845).
Caballero Gran Cruz de la Orden de San Fernando (1847).
Gran Cruz de la Orden de la Concepción de Villaviciosa (1847).
Académico de Honor de la de Nobles y Bellas Artes de San Luis de Zaragoza (1847).
Gran Cruz de Carlos III (1849).
Gran Oficial de la Legión de Honor de la República Francesa (1851).
Gran Cruz de San Hermenegildo (1855).

## Puerto Rico

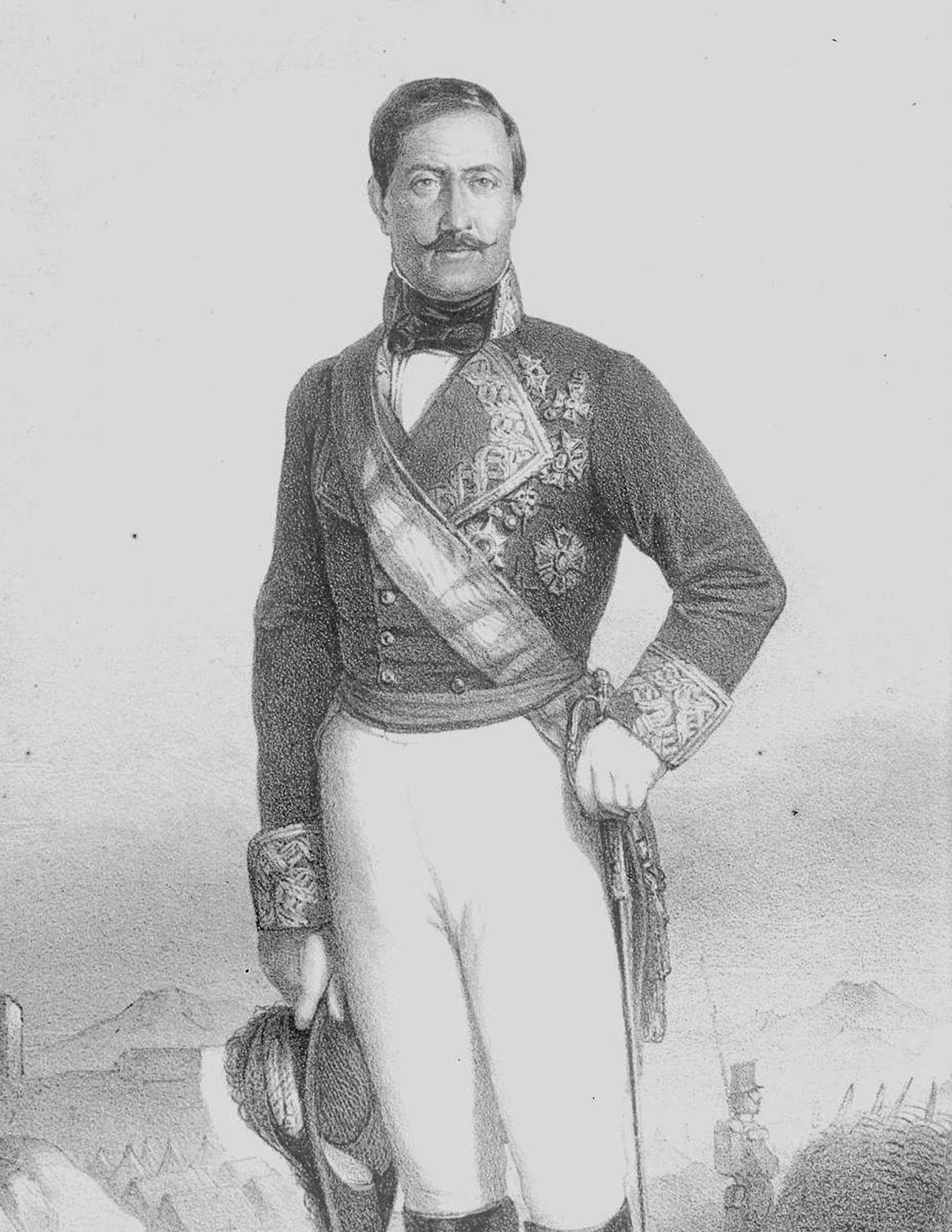
Fernando Norzagaray (1860), litografía de Pedro Chamorro.

Fernando de Norzagaray hizo un extenso trabajo de infraestructura en Puerto Rico. Un ejemplo fue el Gran Puente del General Norzagaray, que cruzó el arroyo de Los Frailes. Se construyeron arsenales y creó una caballería.

## Filipinas
Norzagaray autorizó el establecimiento de monedas extranjeras el 18 de junio de 1857, apenas dos meses después de su ascenso como Gobernador - Capitán General de Filipinas. Ordenó las reformas de la administración local en septiembre de 1858 y reorganizó la infantería en septiembre del año siguiente. En abril de 1859, diez sacerdotes jesuitas llegaron a las Filipinas, después de que se les permita entrar nuevamente en el archipiélago, para persuadir a Norzagaray de permitir el establecimiento un colegio jesuita. Bajo su gobierno se creó la Escuela Municipal, que es la única escuela primaria en Manila, el 1 de octubre de 1859. En 1858 se estableció un jardín botánico, en el actual Mehan Garden.

## Guerra de la Cochinchina
En 1858, envió tropas filipinas en Cochinchina, en el sur de Vietnam, en una campaña conjunta con los franceses. Tanto España como Francia hicieron la guerra, al parecer, en defensa, del catolicismo en Vietnam. La expedición levantó la esperanza de aumentar el comercio de Filipinas en Asia, sin embargo, España y su colonia obtuvieron pocos beneficios a largo plazo a partir de la campaña, que duró cuatro años.
En Tourane, la armada española estuvo representada por el buque de expedición armada El Cano, sólo uno de los primeros 13 buques de guerra utilizados durante la campaña. El transporte incluye una batería de artillería de marina y 1000 soldados procedentes de la guarnición española de Filipinas, en su mayoría tagalos y bisayas. Fue liderado por el almirante francés Charles Rigault de Genouilly. La misma fuerza se utilizó en la Sitio de Saigón, que fue puesto bajo el mismo almirante francés, y cosechó una victoria para las fuerzas franco-española combinada.
En 1860, la mayor parte de las fuerzas españolas al mando del almirante Bernardo Ruiz de Lanzarote fueron retirados a petición francesa.  Francia implantó una colonia en Vietnam.

## Legado
La ciudad de Norzagaray, que fue anteriormente conocido como Casay, fue nombrado en su honor. Durante su mandato, se separó Casay de Angat e hizo la primera una ciudad distinta.